# Grafo de Biggs-Smith
No campo da matemática da teoria dos grafos o grafo de Biggs–Smith é um grafo não-orientado 3-regular com 102 vértices e 153 arestas.
Ele tem número cromático 3, índice cromático 3, raio 7, diâmetro 7 e cintura 9. É tanto 3-vértice-conectado quanto 3-aresta-conectado.
Todos os grafos distância-regular cúbicos são conhecidos. O grafo Biggs–Smith é um destes 13 grafos.

## Propriedades algébricas
O grupo de automorfismo do grafo de Biggs–Smith é um grupo de ordem 2448 isomórfico ao PGL(2,17). Ele age transitivamente sobre os vértices, nas arestas e nos arcos do grafo. Portanto, o grafo de  Biggs–Smith é im grafo simétrico. Ele tem automorfismos que levam qualquer vértice para qualquer outro vértice e qualquer aresta para qualquer outra aresta. De acordo com o censo de Foster, o grafo de Biggs-Smith, referenciado como F102A, é o único grafo cúbico simétrico em 102 vértices.
O grafo de Biggs–Smith é também singularmente determinado por seu espectro de grafo, o conjunto de autovalores do grafo de sua matriz de adjacência.
O polinômio característico do grafo de Biggs–Smith é:
{\displaystyle (x-3)(x-2)^{18}x^{17}(x^{2}-x-4)^{9}(x^{3}+3x^{2}-3)^{16}}.

## Galeria

O número cromático do grafo de Biggs–Smith graph é 3.
O índice cromático do grafo de Biggs–Smith graph é 3.
Desenho alternativo do grafo de Biggs–Smith.